# Lady Gaga Enigma
Tournées par Lady Gaga
Joanne World Tour
(2017-2018) The Chromatica Ball
(2022)
Lady Gaga Enigma est le second spectacle en résidence de la chanteuse américaine Lady Gaga, et sa première à Las Vegas.
La chanteuse a signé un contrat de 74 concerts avec une possibilité de prolongation. Le spectacle aura lieu au Park MGM et la jeune femme touchera plus d'un million de dollars par concert : du jamais vu pour un artiste en résidence à Las Vegas. Le précédent record se situait autour d'un demi-million de dollars par concert pour Britney Spears, qui dépassait elle-même le record établi par Céline Dion. 
La résidence sera divisée en deux parties. La première, nommée « Lady Gaga Enigma », regroupera tous les succès pop-électro de la chanteuse. La seconde, « Jazz & Piano », inclura des versions piano-voix de ses tubes ainsi que des reprises de standards américains.

## Accueil critique

### PourLady Gaga Enigma
La critique du magazine Rolling Stone qualifie le spectacle comme étant « superbe ». Variety déclare que Lady Gaga « était née pour élever la barre pour les résidences de superstars » et ajoute que « le fait qu'elle soit capable de donner une prestation musicalement accomplie au milieu de ces contorsions n'est pas une petite prouesse musicale et gymnastique ». La publication la complimente aussi en écrivant qu'« elle chante en direct au milieu de beaucoup de chorégraphies éprouvantes qui ferait choisir une bande pré-enregistrée à n'importe quelle autre popstar ». Le spectacle y est lui commenté comme étant « très bon », « hautement spectaculaire » et « riche ».
People Magazine considère que « Enigma est le spectacle à voir en ville » et estime qu'il a été « à la hauteur des attentes ». EW.com le décrit comme « éblouissant » et « un fichu bon moment ». Le Daily Mail parle d'un spectacle qui a « captivé le public ». Billboard le présente comme « un délicieux mélange de musique pop, d'art de la performance et de futurisme fantastique ». La publication rajoute que la reprise de I'm Afraid of Americans de David Bowie était « magnifique ». PopCrush écrit que la star a « époustouflé ses fans ». W félicite la chanteuse et ajoute que « si quelqu'un peu rendre Las Vegas cool à nouveau, c'est Lady Gaga ». Yahoo entertainment estime que le spectacle « a clairement conquit Vegas » considérant que la chanteuse « époustoufle » avec ce show. BreatheHeavy juge que « Enigma lève la barre des résidences musicales à des hauteurs stratosphériques ».

### PourJazz & Piano
LAtimes complimente « le talent vocal brut » de Gaga et présente le spectacle comme « hautement agréable » qualifiant également sa reprise de Bang Bang (My Baby Shot Me Down) de « cours de maître pour découvrir de nouvelles sensations dans un vieux classique». Variety décrit le show comme « magistral » et dit que Gaga « passe [le test] avec brio et flamboyance ». La publication conclut en déclarant « de toutes les choses que vous pourriez faire de votre argent à Las Vegas, aller assister au spectacle de Gaga qui chante Call me irresponsible est, en fait, la dépense la plus responsable ». Pour Billboard, Lady Gaga a « captivé l'audience ».

## Concerts
| Dates            | Thème du concert | Ville            | Pays             | Lieu                    | Présences                 | Revenus          |
| Amérique du Nord | Amérique du Nord | Amérique du Nord | Amérique du Nord | Amérique du Nord        | Amérique du Nord          | Amérique du Nord |
| Partie 1         | Partie 1         | Partie 1         | Partie 1         | Partie 1                | Partie 1                  | Partie 1         |
| ---------------- | ---------------- | ---------------- | ---------------- | ----------------------- | ------------------------- | ---------------- |
| 28 décembre 2018 | Enigma           | Las Vegas        | États-Unis       | Park MGM                | 16 061 / 16 061 (100 %)   | 4,281,824 $      |
| 30 décembre 2018 | Enigma           | Las Vegas        | États-Unis       | Park MGM                | 16 061 / 16 061 (100 %)   | 4,281,824 $      |
| 31 décembre 2018 | Enigma           | Las Vegas        | États-Unis       | Park MGM                | 16 061 / 16 061 (100 %)   | 4,281,824 $      |
| Partie 2         |                  |                  |                  |                         |                           |                  |
| 17 janvier 2019  | Enigma           | Las Vegas        | États-Unis       | Park MGM                | 43 101 / 43 101 (100 %)   | 11,688,612 $     |
| 19 janvier 2019  | Enigma           | Las Vegas        | États-Unis       | Park MGM                | 43 101 / 43 101 (100 %)   | 11,688,612 $     |
| 20 janvier 2019  | Jazz & Piano     | Las Vegas        | États-Unis       | Park MGM                | 43 101 / 43 101 (100 %)   | 11,688,612 $     |
| 24 janvier 2019  | Enigma           | Las Vegas        | États-Unis       | Park MGM                | 43 101 / 43 101 (100 %)   | 11,688,612 $     |
| 26 janvier 2019  | Enigma           | Las Vegas        | États-Unis       | Park MGM                | 43 101 / 43 101 (100 %)   | 11,688,612 $     |
| 31 janvier 2019  | Enigma           | Las Vegas        | États-Unis       | Park MGM                | 43 101 / 43 101 (100 %)   | 11,688,612 $     |
| 2 février 2019   | Enigma           | Las Vegas        | États-Unis       | Park MGM                | 43 101 / 43 101 (100 %)   | 11,688,612 $     |
| 3 février 2019   | Jazz & Piano     | Las Vegas        | États-Unis       | Park MGM                | 43 101 / 43 101 (100 %)   | 11,688,612 $     |
| Partie 3         |                  |                  |                  |                         |                           |                  |
| 30 mai 2019      | Enigma           | Las Vegas        | États-Unis       | Park MGM                | 48 833 / 48 833 (100 %)   | 13,549,061 $     |
| 1er juin 2019    | Enigma           | Las Vegas        | États-Unis       | Park MGM                | 48 833 / 48 833 (100 %)   | 13,549,061 $     |
| 2 juin 2019      | Jazz & Piano     | Las Vegas        | États-Unis       | Park MGM                | 48 833 / 48 833 (100 %)   | 13,549,061 $     |
| 6 juin 2019      | Enigma           | Las Vegas        | États-Unis       | Park MGM                | 48 833 / 48 833 (100 %)   | 13,549,061 $     |
| 8 juin 2019      | Enigma           | Las Vegas        | États-Unis       | Park MGM                | 48 833 / 48 833 (100 %)   | 13,549,061 $     |
| 9 juin 2019      | Jazz & Piano     | Las Vegas        | États-Unis       | Park MGM                | 48 833 / 48 833 (100 %)   | 13,549,061 $     |
| 12 juin 2019     | Enigma           | Las Vegas        | États-Unis       | Park MGM                | 48 833 / 48 833 (100 %)   | 13,549,061 $     |
| 14 juin 2019     | Enigma           | Las Vegas        | États-Unis       | Park MGM                | 48 833 / 48 833 (100 %)   | 13,549,061 $     |
| 15 juin 2019     | Jazz & Piano     | Las Vegas        | États-Unis       | Park MGM                | 48 833 / 48 833 (100 %)   | 13,549,061 $     |
| Partie 4         |                  |                  |                  |                         |                           |                  |
| 17 octobre 2019  | Enigma           | Las Vegas        | États-Unis       | Park MGM                | 60 684 / 60 684 (100 %)   | 18,835,571 $     |
| 19 octobre 2019  | Enigma           | Las Vegas        | États-Unis       | Park MGM                | 60 684 / 60 684 (100 %)   | 18,835,571 $     |
| 20 octobre 2019  | Jazz & Piano     | Las Vegas        | États-Unis       | Park MGM                | 60 684 / 60 684 (100 %)   | 18,835,571 $     |
| 23 octobre 2019  | Enigma           | Las Vegas        | États-Unis       | Park MGM                | 60 684 / 60 684 (100 %)   | 18,835,571 $     |
| 25 octobre 2019  | Enigma           | Las Vegas        | États-Unis       | Park MGM                | 60 684 / 60 684 (100 %)   | 18,835,571 $     |
| 26 octobre 2019  | Jazz & Piano     | Las Vegas        | États-Unis       | Park MGM                | 60 684 / 60 684 (100 %)   | 18,835,571 $     |
| 31 octobre 2019  | Enigma           | Las Vegas        | États-Unis       | Park MGM                | 60 684 / 60 684 (100 %)   | 18,835,571 $     |
| 2 novembre 2019  | Enigma           | Las Vegas        | États-Unis       | Park MGM                | 60 684 / 60 684 (100 %)   | 18,835,571 $     |
| 3 novembre 2019  | Jazz & Piano     | Las Vegas        | États-Unis       | Park MGM                | 60 684 / 60 684 (100 %)   | 18,835,571 $     |
| 8 novembre 2019  | Enigma           | Las Vegas        | États-Unis       | Park MGM                | 60 684 / 60 684 (100 %)   | 18,835,571 $     |
| 9 novembre 2019  | Jazz & Piano     | Las Vegas        | États-Unis       | Park MGM                | 60 684 / 60 684 (100 %)   | 18,835,571 $     |
| Partie 5         |                  |                  |                  |                         |                           |                  |
| 28 décembre 2019 | Enigma           | Las Vegas        | États-Unis       | Park MGM                | 16 340 / 16 340 (100 %)   | 5,513,651 $      |
| 30 décembre 2019 | Enigma           | Las Vegas        | États-Unis       | Park MGM                | 16 340 / 16 340 (100 %)   | 5,513,651 $      |
| 31 décembre 2019 | Jazz & Piano     | Las Vegas        | États-Unis       | Park MGM                | 16 340 / 16 340 (100 %)   | 5,513,651 $      |
| 1er février 2020 | Enigma           | Miami            | États-Unis       | Meridian Island Gardens |                           |                  |
| Partie 6         |                  |                  |                  |                         |                           |                  |
| 30 avril 2020    | Enigma           | Las Vegas        | États-Unis       | Park MGM                | —                         | —                |
| 2 mai 2020       | Enigma           | Las Vegas        | États-Unis       | Park MGM                | —                         | —                |
| 3 mai 2020       | Jazz & Piano     | Las Vegas        | États-Unis       | Park MGM                | —                         | —                |
| 7 mai 2020       | Jazz & Piano     | Las Vegas        | États-Unis       | Park MGM                | —                         | —                |
| 9 mai 2020       | Enigma           | Las Vegas        | États-Unis       | Park MGM                | —                         | —                |
| 10 mai 2020      | Jazz & Piano     | Las Vegas        | États-Unis       | Park MGM                | —                         | —                |
| 13 mai 2020      | Enigma           | Las Vegas        | États-Unis       | Park MGM                | —                         | —                |
| 15 mai 2020      | Enigma           | Las Vegas        | États-Unis       | Park MGM                | —                         | —                |
| 16 mai 2020      | Jazz & Piano     | Las Vegas        | États-Unis       | Park MGM                | —                         | —                |
| Total            | Total            | Total            | Total            | Total                   | 185 019 / 185 019 (100 %) | 53 838 719 $     |

Dates annulées : 6 novembre 2019 pour cause de maladie.